# بلدة فرويتلند (ميشيغان)
فرويتلند (بالإنجليزية: Fruitland Township, Michigan)‏ هي بلدة تقع بولاية ميشيغان في الولايات المتحدة. تبلغ مساحتها 102.8 (كم²)، وترتفع عن سطح البحر 192 م، بلغ عدد سكانها 5235 نسمة في عام تعداد الولايات المتحدة 2000 حسب إحصاء مكتب تعداد الولايات المتحدة وتصل الكثافة السكانية فيها 55.4 نسمة/كم2.

## وصلات خارجية
- http://www.fruitlandtwp.org/
- The US50 - Cities and Towns in Michigan State
- Michigan Cities and Towns, Facts, Map, Flag, Colleges, Government, and More